# Basin City
Basin City é uma Região censo-designada localizada no estado norte-americano de Washington, no Condado de Franklin.

## Demografia
Segundo o censo norte-americano de 2000, a sua população era de 968 habitantes.

## Geografia
De acordo com o United States Census Bureau tem uma área de 
8,3 km², dos quais 8,3 km² cobertos por terra e 0,0 km² cobertos por água. Basin City localiza-se a aproximadamente 214 m acima do nível do mar.

## Localidades na vizinhança
O diagrama seguinte representa as localidades num raio de 36 km ao redor de Basin City. 